# José Mendonça de Morais
José Mendonça de Morais (Tiros, 30 de junho de 1931 — Patos de Minas, 17 de julho de 2022) foi um político, advogado, professor e empresário rural brasileiro. Foi prefeito de São Gonçalo do Abaeté, em Minas Gerais, de 1963-1967, pelo PTB. Exerceu o mandato de deputado federal constituinte de 1983 a 1987, dando continuidade à sua carreira política como suplente de três deputados Federais: José da Conceição, de 16 de março a 4 de novembro de 1987; Gil César, de 7 a 11 de junho de 1989 e de 7 de fevereiro a 3 de abril de 1990, na vaga do deputado Maurício Pádua. Além disso, foi Secretário de Estado da Agricultura, Pecuária e Abastecimento do Estado de Minas Gerais, de 12 de junho de 1989 a 6 de fevereiro de 1990.
Ao longo de sua carreira política, José Mendonça de Morais teve quatro filiações partidárias: PTB (Partido Trabalhista Brasileiro) de 1958 a 1965; ARENA (Aliança Renovadora Nacional) de 1970 a 1979; PP (Partido Progressista) em 1981 e PMDB (Partido do Movimento Democrático Brasileiro, hoje chamado de Movimento Democrático Brasileiro) de 1981 até o fim de sua vida política.

## História
José Mendonça, cursou Direito na UFMG (Belo Horizonte, Minas Gerais - 1955-1959), e em 1970 cursou sua pós-graduação em pedagogia na Faculdade São Tomás de Aquino, em Uberaba. Além de sua vida política, foi diretor da Empresa Soplantil e professor universitário em três cidades de Minas Gerais: Belo Horizonte, São Gonçalo do Abaeté e Patos de Minas.

## Atividades Parlamentares
- Assembléia Nacional Constituinte, que elaborou uma Constituição democrática para o Brasil após 21 anos sob governo da Ditadura Militar, e que seria promulgada no ano seguinte, em 1988. José Mendonça participou como suplente da Subcomissão da Política Agrícola e Fundiária e da Reforma Agrária, da Comissão da Ordem Econômica.[1]
- Câmara dos Deputados, nas Comissões Permanentes da Agricultura e Política Rural, como vice-presidente entre os anos de 1983 e 1986, e como Titular em 1987. Na Constituição e Justiça, foi Titular em 1985 e 1986. Nas Comissões Especiais, foi Titular na Reforma Agrária de 1985 e 1986.[1]

## Condecorações
Recebeu do Governo de Minas Gerais a Medalha da Inconfidência e a Medalha do Mérito Parlamentar, entre os anos de 1985 e 1986.

## Morte
Morreu em 17 de julho de 2022, aos 91 anos.

## Obras Publicadas
Publicou Artigos e Conferências na Revista Debulha, Patos de Minas, Minas Gerais.

Artigos: Coragem para mudar de ideias (1983) e Responsabilidade no trato da coisa pública.